# Hauptverwaltung Tiefseeforschung
Die Hauptverwaltung Tiefseeforschung (russisch Главное управление глубоководных исследований Glawnoje uprawlenije glubokowodnych issledowani, Abkürzung GUGI) ist eine Organisationseinheit des russischen Verteidigungsministeriums.
Die Aufgabe maritimer Spezialeinsätze ist auf verschiedene Organisationen innerhalb des russischen Systems verteilt, darunter die russische Marine und die Hauptdirektion für Tiefseeforschung (GUGI). Laut dem britischen Royal United Services Institute spielt die die russische Marine zwar eine wichtige operative Rolle bei maritimen Spionage- und Sabotage-Einsätzen, das Verteidigungsministerium und der militärische Auslandsgeheimdienst GRU kontrollieren aber wohl, sowohl über die GUGI als auch über die Geheimdienstdirektion des russischen Marinestabs, diese Aktivitäten. Über die genaue Kompetenzverteilung ist öffentlich nicht bekannt.
Die Hauptverwaltung GUGI hat ihren Sitz in eigenen Basen in Sankt Petersburg und einer Marinebasis in der Olenya Bay auf der Kola-Halbinsel. GUGI ist direkt dem russischen Verteidigungsministerium unterstellt; es wird jedoch auf Personal der Russischen Marine aus der 29. U-Boot-Division zurückgegriffen.
Thematisch verwandt war die 1945 aufgelöste „Expedition für Unterwasserarbeiten besonderer Bedeutung“ EPRON. Wann die GUGI in den 1960er-Jahren genau geschaffen wurde, ist nicht sicher öffentlich belegt. Nach dem ehemaligen Kommandanten der Einheit Vize-Admiral Alexei Vitalyevich Burilichev, der die GUGI 15 Jahre lang führte und im November 2020 in Folge einer COVID-Infektion starb, ist eines der neuen Schiffe der Projekt 22010-Klasse benannt.
Die GUGI betreibt mehr als 50 Einheiten, darunter die Einheit "Ozeanographische Forschungs-Schiffe", sowie Unterseeboote zur Aufklärung und Sabotage gegnerischer Einrichtungen am Meeresboden, beispielsweise Kleinst-U-Boote, die vom Überseeschiff Jantar ausgesetzt werden, oder das nukleargetriebene U-Boot Loscharik. Auch betreibt die Einheit eines der größten U-Boote der Welt, die K-329 „Belgorod“, die über ein Dock für bis zu acht kleinen und unbemannten Tauchfahrzeugen (z. B. UUV und U-Boot-Rettungsfahrzeuge) verfügt. Kommandeur ist seit 2021 der Vizeadmiral Wladimir Grischetschkin (* 1965).

## Flotte
Die Flotte und Ausstattung der GUGI sind öffentlich nicht bekannt. Westliche Beobachter gehen davon aus, dass sie über mehr als 50 Einheiten von Schiffen, U-Booten und schwimmenden Trockendocks verfügt. Dem GUGI werden u. a. zugeordnet:
- Schiffe
  - Evgeny Gorigledzhan, 1983 gebautes Forschungsschiff der Projekt 02670-Klasse[4][5]
  - Jantar, 2013 gebautes Forschungsschiff der Projekt 22010-Klasse. In der Klasse sind auch die Schwesterschiffe "Almaz" und die "Vize-Admiral Burilichev" geplant

- - U-Boote
- K-329 Belgorod, ein modifiziertes Oscar II Klasse nuklear-getriebenes U-Boot. 2012 wurde das Boot als unbemanntes Boot für Spezialoperationen umgebaut
- Nelma
- Losharik (Projekt 10831), experimentelles, nuklearbetriebenes Forschungs-U-Boot, das vom Mutterschiff Orenburg transportiert werden kann. Medien berichteten über einen Unfall im Juli 2019, bei dem 14 Marineoffiziere ums Leben gekommen sind
- Khaborovsk (Projekt 09851-Klasse), nuklearbetriebene U-Boote, die das ebenfalls nuklearbetriebene Waffensystem Status-6 Poseidon mit sich führt